# Mount Mitchell, Alberta
Mount Mitchell är ett berg i Kanada.   Det ligger i provinsen Alberta, i den centrala delen av landet, 3 100 km väster om huvudstaden Ottawa. Toppen på Mount Mitchell är 3 040 meter över havet, eller 154 meter över den omgivande terrängen. Bredden vid basen är 1,2 km.
Terrängen runt Mount Mitchell är huvudsakligen bergig.Trakten runt Mount Mitchell är nära nog obefolkad, med mindre än två invånare per kvadratkilometer.. Det finns inga samhällen i närheten. 
Trakten runt Mount Mitchell består i huvudsak av gräsmarker.